# غرينادا في الألعاب الأولمبية
غرينادا في الألعاب الأولمبية الألعاب الأولمبية هي من أهم الأحداث الرياضية في غرينادا ، تقوم اللجنة الأولمبية الغرينادية بالإشراف في شؤون مشاركة غرينادا في الألعاب الأولمبية، شاركت غرينادا أول مرة في الألعاب الأولمبية في دورة 1984 في سيئول في كوريا الجنوبية، في رصيد غرينادا ميدالية ذهبية فاز بها العداء كيراني جيمس في سباق 400 متر في ألعاب القوى في الألعاب الأولمبية الصيفية 2012 في لندن.